# Гущанська сільська рада
Гущанська сільська рада — колишня адміністративно-територіальна одиниця та орган місцевого самоврядування в Любомльському районі Волинської області з адміністративним центром у селі Гуща.
Припинила існування 14 листопада 2017 року через об'єднання в Рівненську сільську громаду Волинської області. Натомість утворено Гущанський старостинський округ при Рівненській сільській громаді.

## Загальні відомості
Водоймища на території, підпорядкованій даній раді: озеро Гущанське.

## Населені пункти
Сільській раді підпорядковані населені пункти:
- с. Гуща
- с. Вишнівка
- с. Миловань
- с. Підлісся

## Склад ради
Рада складається з 16 депутатів та голови.

### Керівний склад ради
| ПІБ                          | Основні відомості                                                                             | Дата обрання | Дата звільнення |
| ---------------------------- | --------------------------------------------------------------------------------------------- | ------------ | --------------- |
| Маляс Дмитро Дмитрович       | Сільський голова, 1961 року народження, освіта, член народної партії                          | 26.03.2006   | 31.10.2010      |
| Маляс Дмитро Дмитрович       | Сільський голова, 1961 року народження, освіта вища, член народної партії                     | 31.10.2010   | 01.01.2014      |
| Нестерук Олексій Олексійович | Сільський голова, 1978 року народження, освіта, член Всеукраїнського об'єднання «Батьківщина» | 25.05.2014   |                 |

Примітка: таблиця складена за даними джерела

## Населення
Згідно з переписом УРСР 1989 року чисельність наявного населення сільської ради становила 1605 осіб, з яких 733 чоловіки та 872 жінки.
За переписом населення України 2001 року в сільській раді мешкало 1467 осіб.

### Мова
Розподіл населення за рідною мовою за даними перепису 2001 року:
| Мова       | Відсоток |
| ---------- | -------- |
| українська | 99,86 %  |
| білоруська | 0,07 %   |
| російська  | 0,07 %   |